# Облігація з варантом
Облігації з варрантом — комбінація двох паперів — звичайної облігації і варранта на покупку акцій. Облігації з варрантом мають багато спільного з конвертованими облігаціями, але основна різниця полягає в тому, що реалізація варранта не означає припинення дії облігації. При цьому облігації з варрантом можуть припускати як можливість відділення варранта від облігації, так і неможливість цього.